# Parc scientifique

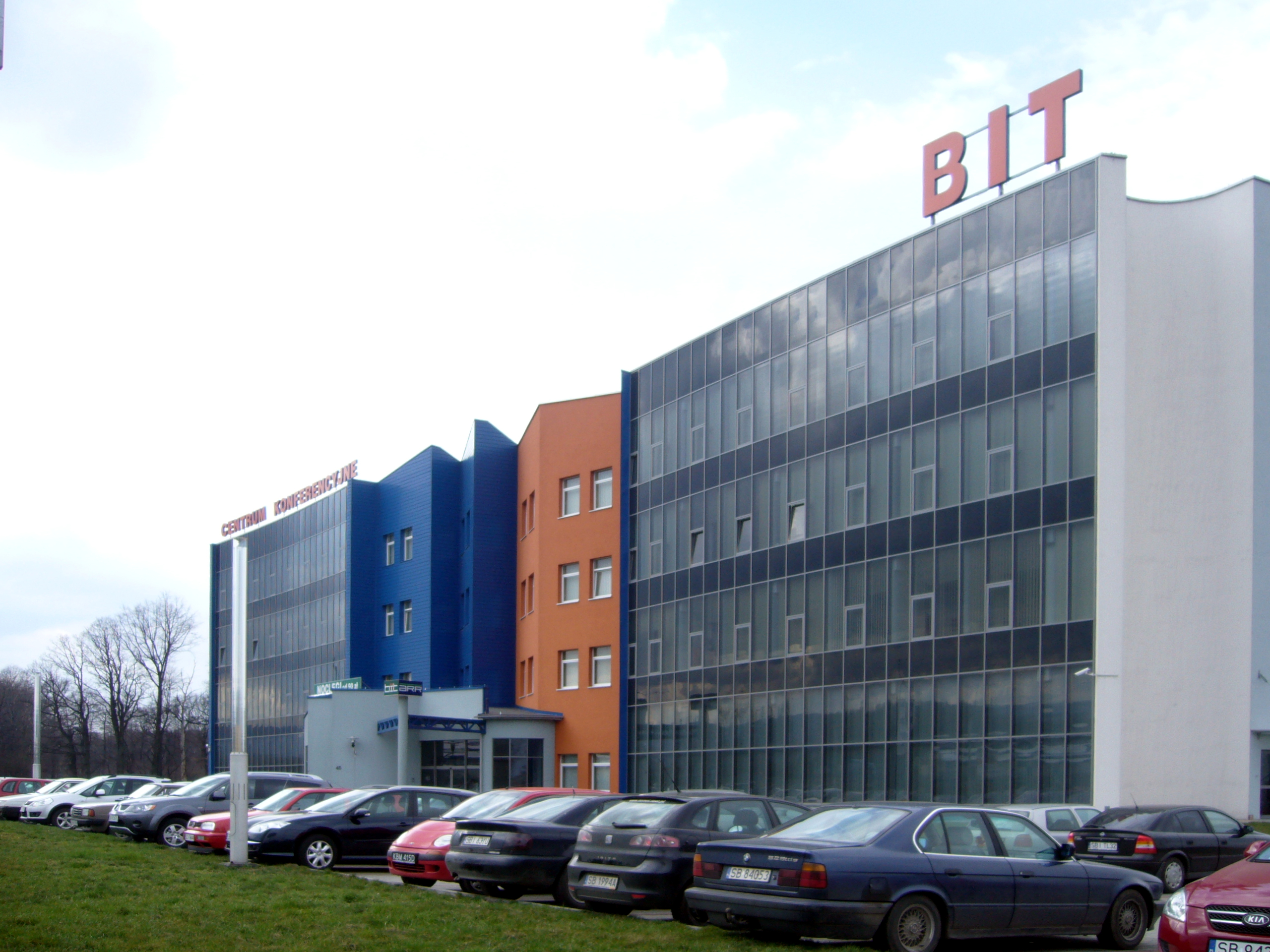
Incubateur d'entreprises en parc scientifique en Bielsko-Biała (Pologne)

Un parc scientifique, selon la définition donnée par l'IASP (International Association of Science Parks), est un organisme géré par des spécialistes et dont le but principal consiste à accroître la richesse de sa communauté par la promotion de la culture de l’innovation ainsi que de la compétitivité de ses entreprises et institutions fondées sur le savoir qui y sont associées ou implantées.
Pour ce faire, un parc scientifique doit stimuler et gérer le transfert des connaissances et technologies parmi les universités, les institutions de R&D, les entreprises et les marchés ; faciliter la création et la croissance des compagnies axées sur l’innovation au moyen d’incubateurs ou pépinières d’entreprises et de l’essaimage, et offrir d’autres services à valeur ajoutée de même que des espaces et des installations de haute qualité.